# St. Martin (Blomberg)

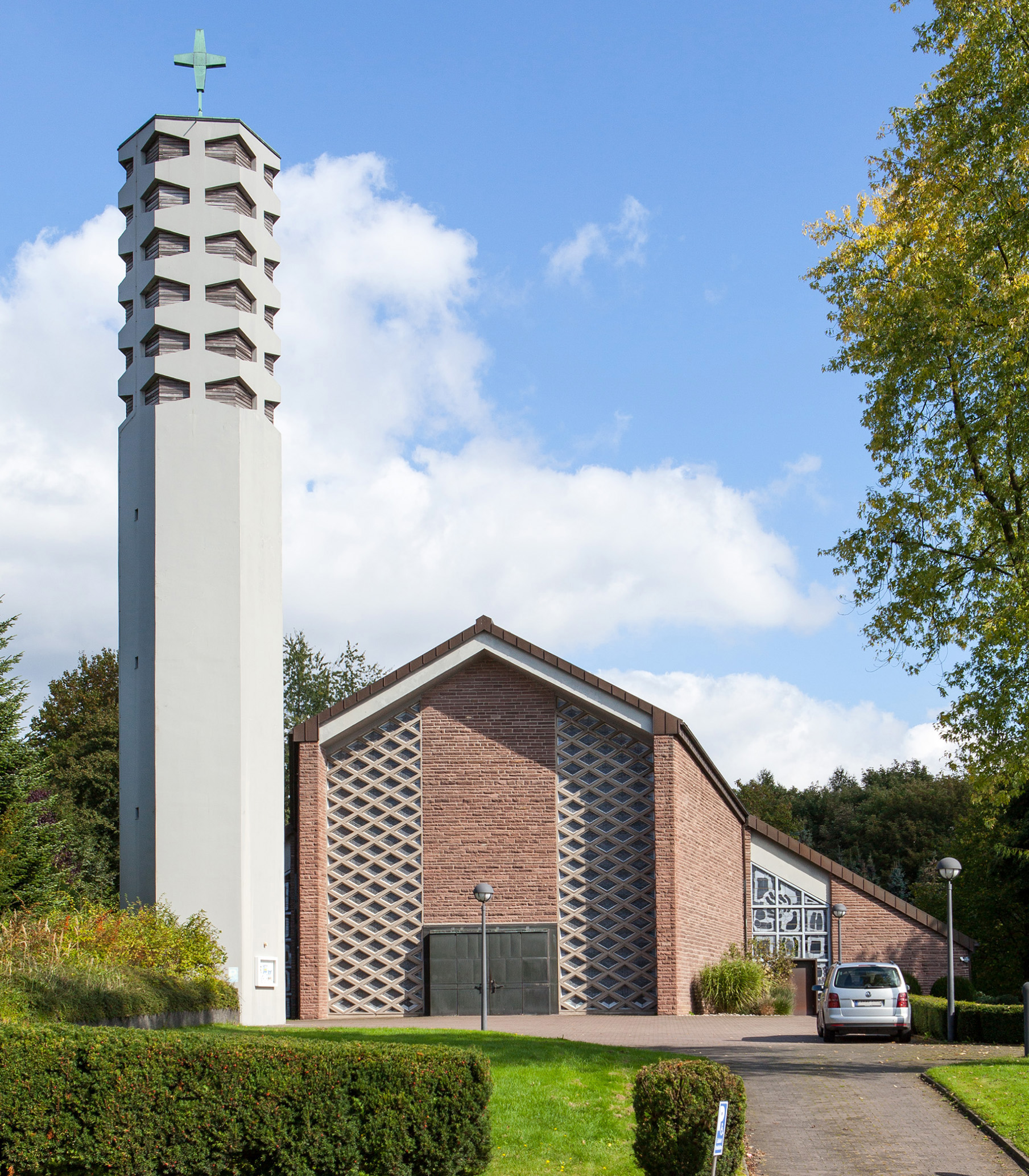
St. Martin

St. Martin ist eine römisch-katholische Pfarrkirche in Blomberg im Kreis Lippe, Nordrhein-Westfalen. Kirche und Gemeinde gehören zum Pastoralverbund Lippe-Süd des Dekanats Bielefeld-Lippe im Erzbistum Paderborn.

## Geschichte
Als in Blomberg die Zahl der Katholiken nach dem Zweiten Weltkrieg weiter wuchs und der Wunsch aufkam, einen Gottesdienstraum nach den Vorgaben des zweiten Vatikanischen Konzils zu schaffen, wurde neben der erst 29 Jahre alten Christuskirche St. Martin neu errichtet. Sie entstand 1965/66 nach Plänen von Otto Weicken. Nach Fertigstellung wurde die alte Christuskirche abgerissen.

## Architektur
Die Kirche erhebt sich über einem kreuzförmigen Grundriss. Sie ist von einem Satteldach gedeckt, was die Querarme mit bedeckt. Der Baukörper ist mit roten Naturstein verblendet. Der Giebel zur Straße besteht teilweise aus Betonwaben.
Der Kirchturm ist sechseckig und freistehend. In Höhe der Glockenstube gibt es trapezförmige Öffnungen, die über die Ecken gehen.
Im Inneren der Kirche sind dunkle Bodenplatten verlegt, die im Kontrast zu den hellen Wänden stehen. Die Decke ist mit Holz verschalt. Im hinteren Bereich der Kirche erhebt sich eine Empore, welche die Orgel trägt.

## Ausstattung
In den Querarmen der Kirche sind große Öffnungen mit Glasfenstern von Wilhelm Buschulte eingelassen. Altar, Ambo und Tabernakel stammen vom Bildhauer Josef Baron. Der ältere Teil des Kreuzweges ist von August Witte.